# لينفيك
لينفيك (بالنرويجية: Lenvik)‏ هي بلدية في مقاطعة ترومس، النرويج. المركز الإداري للبلدية هي قرية فينسنيس.

## المناخ
يظهر الجدول التالي التغييرات المناخية على مدار السنة للينفيك:
| البيانات المناخية لـلينفيك                 | البيانات المناخية لـلينفيك | البيانات المناخية لـلينفيك | البيانات المناخية لـلينفيك | البيانات المناخية لـلينفيك | البيانات المناخية لـلينفيك | البيانات المناخية لـلينفيك | البيانات المناخية لـلينفيك | البيانات المناخية لـلينفيك | البيانات المناخية لـلينفيك | البيانات المناخية لـلينفيك | البيانات المناخية لـلينفيك | البيانات المناخية لـلينفيك | البيانات المناخية لـلينفيك |
| الشهر                                      | يناير                      | فبراير                     | مارس                       | أبريل                      | مايو                       | يونيو                      | يوليو                      | أغسطس                      | سبتمبر                     | أكتوبر                     | نوفمبر                     | ديسمبر                     | المعدل السنوي              |
| ------------------------------------------ | -------------------------- | -------------------------- | -------------------------- | -------------------------- | -------------------------- | -------------------------- | -------------------------- | -------------------------- | -------------------------- | -------------------------- | -------------------------- | -------------------------- | -------------------------- |
| متوسط درجة الحرارة الكبرى °م (°ف)          | −1.9 (28.6)                | −1.8 (28.8)                | 0.2 (32.4)                 | 3.6 (38.5)                 | 8.4 (47.1)                 | 12.9 (55.2)                | 15.0 (59.0)                | 14.6 (58.3)                | 10.5 (50.9)                | 5.8 (42.4)                 | 1.5 (34.7)                 | −0.7 (30.7)                | 5.7 (42.3)                 |
| المتوسط اليومي °م (°ف)                     | −4.4 (24.1)                | −4.2 (24.4)                | −2.3 (27.9)                | 1.0 (33.8)                 | 5.5 (41.9)                 | 9.7 (49.5)                 | 12.3 (54.1)                | 11.6 (52.9)                | 7.5 (45.5)                 | 3.3 (37.9)                 | −0.8 (30.6)                | −3.2 (26.2)                | 3.0 (37.4)                 |
| متوسط درجة الحرارة الصغرى °م (°ف)          | −7.1 (19.2)                | −7.0 (19.4)                | −5.5 (22.1)                | −2.1 (28.2)                | 2.5 (36.5)                 | 6.8 (44.2)                 | 9.1 (48.4)                 | 8.3 (46.9)                 | 5.1 (41.2)                 | 1.3 (34.3)                 | −3.1 (26.4)                | −5.8 (21.6)                | 0.2 (32.4)                 |
| الهطول مم (إنش)                            | 85 (3.3)                   | 80 (3.1)                   | 60 (2.4)                   | 54 (2.1)                   | 39 (1.5)                   | 47 (1.9)                   | 62 (2.4)                   | 71 (2.8)                   | 91 (3.6)                   | 119 (4.7)                  | 94 (3.7)                   | 98 (3.9)                   | 900 (35.4)                 |
| متوسط أيام هطول الأمطار (≥ 1 mm)           | 13.4                       | 12.4                       | 11.5                       | 10.7                       | 9.2                        | 10.6                       | 13.2                       | 12.4                       | 14.3                       | 16.0                       | 14.7                       | 15.6                       | 154.0                      |
| المصدر: Norwegian Meteorological Institute |                            |                            |                            |                            |                            |                            |                            |                            |                            |                            |                            |                            |                            |

## أعلام
- أرفيد هانسن
- ألف إي. ياكوبسن